# Edelgave herrgård
Edelgave herrgård är en herrgård cirka 6 kilometer väster om Ballerup nära Köpenhamn. 

## Historia
Cecilie Jonsdatter testamenterade vid sin död 1307 en bondgård till Esrum kloster. Bondgården kallades på 1400-talet för Rompe. Efter reformationen ägdes den i olika perioder av kungen och olika adelsfamiljer. När Danmark på 1600-talet var i krig med Sverige lades gården i ruiner. År 1663 överlät Fredrik III gården till Edel Ulfeldt, och 1666 bytte gården namn till Edelgave. Olika korsvirkeshus började byggas och verksamheten förbättrades. Ulfeldts make Henrik Bielke lät bygga en huvudbyggnad av murverk och trä, med tre sammankopplade flyglar. Edelgave kunde erhålla säterifrihet vid Ulfeldts död 1682, alltså att gården får status och rättigheter som säteri.
Vid Bielkes död 1683 övergick Edelgave till hans dotter, Marie Sophie Bielke. Genom sitt giftermål överlät hon gården till Christian Bielke, som senare gifte om sig med Vibeke Juel. Hon ärvde gården efter Christian Bielkes död, men sålde den några år senare. Hendrich Weldingh blev den nya ägaren, och hans son Christian Weldingh blev i sin tur ägare efter faderns död. Vid Christian Weldinghs död såldes gården på auktion till Anne Marie Holst. Hon tillhörde den adliga släkten Holst men gifte in sig i släkten Bornemann. Hennes son Jacob Bornemann ärvde gården efter hennes död. Gården drabbades under den här perioden av en omfattande eldsvåda och en hel del boskap dog i olika sjukdomar. Rekonstruktionen efter branden blev för mycket för honom, och han sålde gården vidare till Hans Georg Faith, som faktiskt lyckades vända på de mycket dåliga förhållandena. Han lät uppföra en ny huvudbyggnad men sålde Edelgave vidare 1791. 

Från 1807 till 1919 var Edelgave i familjen Tuteins ägo. Omkring 1880 byggdes en ny avelsgård. Gudmund Jørgensen var ägare i 30 år från 1958–1988 och planterade stora fruktträdgårdar kring Edelgave. 

Edelgave herrgård, 1861